# 珍妮特·M·貝克
珍妮特·麥克爾·貝克是一名美國計算機科學家、神經學家和企業家。她與丈夫詹姆斯·K·貝克共同創立Dragon Systems，並共同創造了Dragon NaturallySpeaking。
2012年，她與丈夫一同獲得IEEE詹姆斯·L·弗拉納根語音與音訊處理獎。
貝克目前是麻省理工學院媒體實驗室和哈佛醫學院的客座科學家和講師。